# أنسلمو دي ألميدا
أنسلمو دي ألميدا (بالبرتغالية: Anselmo de Almeida‏) هو لاعب كرة قدم برازيلي في مركز الدفاع، ولد في 18 أغسطس 1980 في Leopoldina, Minas Gerais ‏ في البرازيل. لعب مع أتلتيكو جونيور وإنديبندينتي ميديلين وجوفينتود وديبورتيفو بيريرا.